# 水谷公生
水谷 公生（みずたに きみお、1947年6月17日 - ）は、日本の作曲家・編曲家・ギタリストである。別名は水谷 竜緒、水谷 龍緒。旧芸名は水谷 淳。
父は近衛第一師団参謀長を務めた陸軍大佐の水谷一生（陸軍士官学校第33期）である。妻は小説家、作詞家の小川糸。

## 人物・来歴
デビュー当初は長らく「水谷 淳」の芸名で活動していた。
インスト・バンド「津田龍一とブルー・エース」を経て、1966年に穂口雄右、轟健二（後の松崎澄夫）らと、GSバンド「アウト・キャスト」を結成した。
1968年に千原秀明（後の武部秀明）らとのバンド「アダムス」などを経て、1971年に唯一となるソロ・アルバム『A PATH THROUGH HAZE』を発表した。
1960年代後半から1970年代初頭にかけては柳田ヒロらと様々なニュー・ロック系のセッションに参加する。ニュー・ロックを愛好するジュリアン・コープ（英語: Julian Cope）はこの時期の水谷のギター・ワークを「日本のフランク・ザッパ」とし、最重要ギタリストと目している。
1970年代後半から1980年代にかけては、歌謡曲からロックまで幅広いジャンルで編曲家として活動する。太田裕美、浜田省吾など、ジャンルを問わず、多くの作品に参加している。
2003年、柳田ヒロとのデュオ・ユニット「MA-YA」を結成した。新曲として「浮遊」を発表している。また、2004年には長年の盟友である浜田と共に「Fairlife」を結成している。近年は首を痛めてしまった影響でギターを弾くことが困難になっているが、Pro Toolsやスティール・ギターによる演奏を続けている。

## メンバーと担当楽器

### ソロ

#### A PATH THROUGH HAZE 1971年
- 水谷公生：ギター/フォークギター
- 佐藤允彦：オルガン/ピアノ/シンセサイザー
- 鈴木宏昌：エレクトリック・ピアノ
- 寺川正興：ベース
- 武部秀明（元「アダムス」の千原秀明）：ベース
- 猪俣猛：ドラム
- 伊集加代子：スキャット・ヴォーカル
- 外山ストリングス・カルテット
- 江藤ウッド・カルテット
- 柳田ヒロ：オルガン（ノークレジット）

### バンド・グループ

#### 津田龍一とブルー・エース 1960年 - 1963年
- 津田龍一：ピアノ（作曲・編曲）（濱JAZZ発祥の地/野毛で活動中）
- 田川譲二：ヴォーカル
- 水谷淳（水谷公生）：リズム・ギター
- 大野良二：ベース
- 他

#### アダムス 1968年
- 轟健二：ボーカル
- 水谷公生：ギター
- 土谷守：オルガン
- 千原秀明（後の武部秀明）：ベース
- 川上幸夫：ドラムス

#### LOVE LIVE LIFE 1971年 - 1972年
1971年 (LOVE LIVE LIFE + ONE)
- 市原宏祐：サックス/フルート/ストリング、ブラス・アレンジ
- 横田年昭：フルート/サックス
- 水谷公生：ギター
- 直居隆雄：ギター
- 柳田ヒロ：オルガン/ピアノ
- 寺川正興：ベース
- チト河内：ドラム
- 川原直美：パーカッション
- 布施明：ヴォーカル

1971年
- 市原宏祐：サックス/フルート/アレンジ
- 横田年昭：フルート/サックス
- 水谷公生：ギター
- 直居隆雄：ギター
- 柳田ヒロ：オルガン/ピアノ
- 寺川正興：ベース
- チト河内：ドラム
- 神谷重徳：アレンジ

1972年（LOVE LIVE LIFE + ニューハート・ピックアップメンバー）
- 市原宏祐：サックス/アレンジ
- 水谷公生：ギター
- 直居隆雄：ギター
- 寺川正興：ベース
- 田畑貞一：ドラム
- 市川秀男：エレクトリック・ピアノ
- 山木幸三郎：アレンジ

+
- 羽鳥幸次：トランペット（ゲスト/「ロック・イン・バカラック」）
- 村田文治：トランペット（ゲスト/「ロック・イン・バカラック」）
- 片岡輝彦：トロンボーン（ゲスト/「ロック・イン・バカラック」）
- 中山進治：サックス（ゲスト/「ロック・イン・バカラック」）
- 砂原俊三：サックス（ゲスト/「ロック・イン・バカラック」）

#### ピープル 1971年
- 穂口雄右：オルガン/ピアノ
- 水谷公生：ギター/スライド・ギター/アコースティック・ギター/シタール
- 武部秀明（元「アダムス」の千原秀明）：ベース
- 田中清司：ドラム/パーカッション
- ラリー寿永：パーカッション/鐘

+
- 井上ゴロー：ヴォイス（ゲスト/「ブッダ・ミート・ロック」）
- 杉原マイヤ：ヴォイス（ゲスト/「ブッダ・ミート・ロック」）
- 柴田キョウ：ヴォイス（ゲスト/「ブッダ・ミート・ロック」）
- 戸村アケミ：ヴォイス（ゲスト/「ブッダ・ミート・ロック」）

#### DIG IT 1975年 - 1976年
単独作品は残さなかったが、南こうせつのバックバンドとして作品を残している。
- 水谷公生：ギター
- 田中清司：ドラム
- 武部秀明（元「アダムス」の千原秀明）：ベース
- 渋井博：キーボード

#### MA-YA 2003年
- 水谷公生：ギター/リズム・プログラミング
- 柳田ヒロ：オルガン/ピアノ/シンセサイザー

+
- 八尋洋一：ベース（ゲスト/「浮遊」）
- 木村万作：ドラム（ゲスト/「浮遊」）
- 長岡敬二郎：パーカッション（ゲスト/「浮遊」）
- 浜田省吾：ヴォーカル（ゲスト/「浮遊」）
- XBS：ラップ（ゲスト/「浮遊」）
- テリー伊藤：ヴォイス（ゲスト/「浮遊」）

## ディスコグラフィ

### ソロ
- A PATH THROUGH HAZE（1971年）

### バンド・グループ
津田龍一とブルー・エース
- スイムで踊ろう（1960年）
- エレキ・スタンダード（1961年）

アダムス
- 「旧約聖書 / ギリシアの丘」（1968年）
- 「眠れぬ乙女 / 砂のお城」（1968年）
- 「地球はせますぎる / にくい時計」（1969年）
- 「明日なき世界 / 影」（1969年）

LOVE LIVE LIFE
- 「LOVE WILL MAKE A BETTER YOU」(LOVE LIVE LIFE + ONE)（1971年）
- 「殺人十章」（1971年）
- 「ロック・イン・バカラック」（LOVE LIVE LIFE + ニューハート・ピックアップメンバー）（1972年）

ピープル
- 「ブッダ・ミート・ロック」（1971年）

水谷公生 & トライブ
- 『追伸・北航路 ギター・ヒット歌謡ベスト16』（1974年）

MA-YA
- 『浮遊』（2003年）

### 主なセッション参加作品
- オリジナル・サウンドトラック / 「ヘアー」〜日本オリジナル・キャスト（1969年）（小坂忠、柳田ヒロらと参加）
- 柳田ヒロ / MILK TIME（1970年）
- 下田逸郎 / 遺言歌 誰にも知られずに消えるしかないさ（1971年）（柳田ヒロらと参加）
- 佐藤允彦&サウンド・ブレイカーズ / 恍惚の昭和元禄（1971年）（柳田ヒロらと参加）
- 柳田ヒロ / HIRO YANAGIDA（七才の老人天国）（1971年）
- 南こうせつ / 帰り道（1975年）
- キャンディーズ / 「年下の男の子 / 私だけの悲しみ」（1975年）
- キャンディーズ / 「春一番 / 二人だけの夜明け」（1976年）
- 南こうせつ / ねがい（1976年）（DIG ITとして参加）
- 南こうせつ / グッドヴァイブレーション ミスター・こうせつイン武道館（1976年）（ライブ盤：DIG ITとして参加）
- 風／海風（1977年）
- 南こうせつ / こんな静かな夜（1978年）
- キャンディーズ / 「微笑がえし / かーてん・こーる」（1978年）

### その他
- アウト・キャスト / コンプリート・君も僕も友達になろう（1998年）

　　アルバム＋全シングルを収録したCDに未発表曲：“そうだよベビー”を収録している。

## 楽曲提供作品

### あ行
- あいざき進也
  - 「待ちぼうけ」（編曲）
- 石野真子
  - 「夢でもいいの」（編曲）
  - 「目を閉じて愛して」（編曲）
- 五輪真弓
  - 「そしてさよなら」（編曲）
- 岩崎宏美
  - 「れんげ草の恋」（作曲）
- 尾崎紀世彦
  - 「やさしく歌って」（編曲）
  - 「アンド・アイ・ラブ・ユー・ソー」（編曲）
  - 「オーブレイ」（編曲）

### か行
- 影山ヒロノブ
  - 「ほとんどクレイジー」（編曲）
  - 「ブロンズ・シュガー」（編曲）
- 可愛かずみ
  - 「春感ムスメ」（作曲・編曲）
  - 「TOKYOふられ小町」（作曲）
  - 「仔猫の決心」」（作曲）
  - 「星屑のシネマ」（作曲）
- 河合奈保子
  - 「ヤング・ボーイ」（作曲）
  - 「17才」（作曲）
- 川原理加
  - 「シャワーfeeling」（編曲）
- キャンディーズ
  - 「めぐり逢えて」（作曲）
- 郷ひろみ
  - 「SCENE21・祭り街」（編曲）

### さ行
- 西城秀樹
  - 「あなたと愛のために」（編曲）
  - 「ホップ・ステップ・ジャンプ」（作曲）
  - 「悲しき友情」（編曲）
  - 「TAKE IT EASY」（シングル「悲しき友情」収録曲）（編曲）
  - 「オンリー・ラヴィング・ユー」（シングル「愛の園 (AI NO SONO)」、収録曲）（作曲）
  - 「俺たちの時代」（作曲）
  - 「ムーンライト・ダンシング」（シングル「俺たちの時代」収録曲）（作曲）
  - 「エンドレス・サマー」（作曲）
  - 「リトルガール」（作曲・編曲）
  - 「サマーナイト・レディー」（シングル「セクシーガール」収録曲）（作曲・編曲）
  - 「難破船」（シングル「眠れぬ夜」収録曲）（作曲）
  - 「南十字星」（作曲）
  - 「OPEN TICKET」（SONGS/西城秀樹、SIDE A.2）（編曲）
  - 「自由の翼」（SONGS/西城秀樹、SIDE B.3）（作曲）
  - 「SEE YOU TOMORROW」（SONGS/西城秀樹、SIDE B.4）（編曲）
  - 「ショッキング」（BIG SUNSHINE/西城秀樹、SIDE A.5）（編曲）
  - 「夏色の再会」（CRYSTAL LOVE/西城秀樹、SIDE B.3）（作曲）
  - 「MESSAGE OF SILENCE」（FROM TOKYO、SIDE A.3）（作曲・編曲）
  - 「Fall In Love」（限りない明日をみつめて/西城秀樹、SIDE A.2）（作曲）
- 榊原郁恵
  - 「あなたは「おもしろマガジン」」（作曲）
  - 「ひき潮」（編曲）
- 佐野量子
  - 「ファーストレター」
  - 「教科書のイニシャル」
  - 「瞳にピアス」
  - 「さよならが聞こえない」（作曲・編曲）
- シブがき隊
  - 「ZOKKON 命」（作曲・編曲）※水谷竜緒名義
  - 「べらんめぇ! 伊達男」（作曲・編曲）※水谷竜緒名義
- 清水由貴子
  - 「言問橋」
- 子門真人
  - 「KILL THE FIGHT」
  - 「WIND & RAIN」（編曲）

### た行
- 高田みづえ
  - 「ゆれて哀しい恋だから」（編曲）
- デビル雅美
  - 「サイレント・グッバイ〜たとえ悲劇でも〜」（作曲・編曲）
- とんねるず
  - 「歌謡曲」（編曲）

### は行
- 浜田省吾
  - 「片想い」
  - 「風を感じて」
  - 「明日なき世代」
  - 「愛の世代の前に」
  - 「マイホームタウン」ほか多数（編曲）
- 藤田まこと / 堀内孝雄
  - 「月が笑ってらぁ」（編曲）
- 堀江しのぶ
  - 「傷心」（編曲）

### ま行
- 松村雄基
  - 「夏のナイフ」（作曲・編曲）
  - 「Only You」（作曲）
- 松本友里
  - 「飛んで火にいる恋の虫」（作曲）
- 真璃子
  - 「元気を出してね」（作曲・編曲）
- 三田寛子
  - 「ひとりばっちの卒業式」
  - 「TA-TI-TA〜涙のマリオネット〜」（編曲）
- 南こうせつ
  - 「今日は雨」
  - 「夏の少女」（編曲）
  - 「ひとときの別れ」（編曲）
- みのや雅彦
  - 「白い嵐」（編曲）
  - 「やさしい時代」（編曲）
- 宮里久美
  - 「夜明けのウィスパ－」（編曲）
  - 「青いダイアモンド」（編曲）
  - 「白いセンターライン」（編曲）
  - 「さよならは絹のヴェール」（編曲）
- 村下孝蔵
  - 「月あかり」
  - 「春雨」
  - 「帰郷」
  - 「ゆうこ」
  - 「初恋」
  - 「踊り子」
  - 「少女」
  - 「夢のつづき」
  - 「かざぐるま」
  - 「ねがい」
  - 「陽だまり」
  - 「風のたより」
  - 「ソネット」
  - 「アキナ」
  - 「この国に生まれてよかった」
  - 「ロマンスカー」
  - 「つれてって」他多数（編曲）
- 村下孝蔵&中林由香
  - 「哀愁物語 -哀愁にさようなら-」
  - 「美し過ぎるミステイク」（編曲）

### や行以降
- レイジー
  - 「感じてナイト」（作曲・編曲）
  - 「DREAMY EXPRESS TRIP」（作曲・※編曲は高崎晃との共同作業）
  - 「TIME GAP」（作曲）
  - 「僕らの国でも」（作曲・編曲）
  - 「ガラスのハート」（作曲・編曲）
  - 「星のハーティー・ロード」（作曲・編曲）
- 渡辺真知子
  - 「気になるあいつ」（編曲）